# Bundesstrasse 268
Bundesstrasse 268 är en förbundsväg i Tyskland. Vägen går igenom förbundsländerna Rheinland-Pfalz och Saarland. Vägen som är 84 km lång går ifrån Trier till Saarbrücken. Vägen delar sträckning med motorvägen A1 strax norr om Saarbrücken. A1 övergår sedan i B268.